# Pete Goss
Pour les articles homonymes, voir Goss.
Pete Goss, né le 22 décembre 1961 à Yealmpton, Devon, Grande-Bretagne, est un navigateur britannique qui a parcouru plus de 250 000 milles nautiques (soit 460 000 kilomètres) en mer.

## Biographie
En 1992, il a entraîné les équipages d'amateurs de la British Steel Challenge et a participé à la course à bord d'Hoffbräu Lager, terminant à la troisième position.
Pete Goss est un ancien Royal Marine et est connu pour avoir entrepris le projet Team Philips. Il a reçu la légion d'honneur pour avoir secouru le navigateur Raphaël Dinelli lors du Vendée Globe 1996. Dans une tempête dans l'océan Indien, il a fait demi-tour et a affronté pendant deux jours des vents de force d'ouragan avant de trouver et de secourir Dinelli réfugié dans un radeau de survie largué par l'aviation australienne peu avant le naufrage de son bateau.
En 1997, Pete Goss a reçu le prix de navigateur de l'année de l'ISAF en reconnaissance de son action héroïque dans les mers du sud.
En juin 2008, il a lancé une réplique d'un lougre en bois du XIXe siècle appelé The Spirit of Mystery. 4 mois plus tard, il entame un voyage des Cornouailles jusqu'en Australie, sans électricité ni assistance à la navigation.
Le 10 juin 2010, Pete Goss annonce son retour à la course au large avec sa participation à l'édition 2010 de la Route du Rhum en Class40. Il terminera à la 14e place.

## Vie personnelle
Pete Goss vit à Torpoint en Cornouailles et a trois enfants.